# PLOS ONE
PLOS ONE（プロス ワン、旧称 PLoS ONE）は、2006年からPublic Library of Science社より刊行されているオープンアクセス(OA)の査読つきの科学雑誌である。科学と医学分野の一次研究論文を扱っている。プレ出版において内部および外部の査読を通過した原稿は科学分野での重要性・関連性が低くても除外されない。概ね方法論が間違っていない、実験とデータ分析が厳密に行われば掲載され、採択率は50%以下である（2023年度）。OAで掲載に際して著者は2,290米ドルを支払う（原著論文の場合）。PLOS ONE オンラインプラットフォームでは刊行後に利用者が議論や評価を行うことができる。

## 歴史

### 発展
ゴードン・アンド・ベティ・ムーア財団は、オープンアクセスの新しい生物医学系学術雑誌を創刊して財務的に持続可能なものとするため、2002年12月に900万ドル、2006年5月に100万ドルをPLOSに対し助成した。こうしてPLOS ONEは、ベータ版としてPLoS ONEという名前で2006年12月に創刊される。創刊時にすでにコメントやノートの機能が備わっており、論文の評価を付けられる機能が2007年7月に追加された。2007年9月には、論文にトラックバックを付ける機能が追加された。2008年8月には週刊から日刊となり、準備の整った論文から順に公開されるようになった。2008年10月、「ベータ」を脱して正式版となる。2009年9月にはArticle-Level Metricsプログラムの一環として、公開された全ての論文に対し、例えばHTMLページビュー、PDF、XMLのダウンロード数などのオンラインでの利用数を提供しはじめた。2012年半ば、「PLoS」が「PLOS」へリブランディングするにあたり、ジャーナルのタイトルはPLOS ONEとなった。

### 成果
2006年に138本、 2007年には1,200本強の論文を掲載したにすぎなかったが、2008年には約2,800本の論文を掲載し、世界最大のオープンアクセスジャーナルとなった。2009年には4,406本の論文を掲載して論文数で世界第3位の科学誌に、そして2010年には6,794本を掲載してトップに立った。2011年には13,798本の論文を掲載したが、これはその年にPubMedに収録された全論文数の60分の1にあたるとされる。2012年には23,468本、 2013年には31,500本の論文を掲載した。

### 経営
創業時の編集長はクリス・サリッジであった。 2008年3月、ピーター・ビンフィールドに引き継がれ、2012年5月まで務めた。現在の編集長はダミアン・パティンソンである。

## 出版コンセプト
PLOS ONE は、伝統的な査読付き学術雑誌とは異なったコンセプトに基づいている。一つは、掲載の可否を決める基準として論文の「認識された重要性」を採用していないという点である。つまりPLOS ONE は、実験とデータ分析が厳密に行われたかどうかだけ確認し、重要性の判断は、出版後に議論やコメントを通じて科学コミュニティが行うものとしてそれを任せている。 
| 「 | Each submission will be assessed by a member of the PLOS ONE Editorial Board before publication. This pre-publication peer review will concentrate on technical rather than subjective concerns and may involve discussion with other members of the Editorial Board and/or the solicitation of formal reports from independent referees. If published, papers will be made available for community-based open peer review involving online annotation, discussion, and rating. | 」 |

ジャーナリストのジム・ジャイルズは、この雑誌が「ジャーナルの地位やインパクトファクターに対するアカデミアの強迫観念に対して挑戦しようとしている」と述べている。オンラインのみの出版物であるので、PLOS ONE は、印刷媒体の雑誌よりも多くの論文を公開することができる。境界領域や枠外のテーマの研究も積極的に掲載し、特定の科学領域にとどまらないようにしている。
PLOS ONE に掲載される論文はどのような長さでもフルカラーでもよく、マルチメディアファイルなどの付録を含むことができる。記事の再利用はクリエイティブ・コモンズ・ライセンス 「表示」（CC-BY）に従う。創刊後の最初の4年間で、40,000人以上の外部査読者が査読に関わり、6,000人以上の研究者と国際的な編集委員会が投稿を審査し、平均で2.9人の専門家による査読の後、約39-50％の論文が採択されている。

## ビジネスモデル
Public Library of Scienceのすべての雑誌と同じように、PLOS ONE は、著者に出版手数料を課すことによって賄われている。「著者支払い」モデルによって、PLOSのジャーナルはすぐに出版後無料で誰にでもすべての論文を提供する（すなわち、オープンアクセスとする）ことができる。2015年3月の時点でPLOS ONE は、著者に1,931ドル（原著論文の場合）の手数料を課している。十分な資金を持っていない著者に対しては、手数料を免除するか、減額することもある。スティーブン・ハーナッドは、出版に対してではなく、採否にかかわらず査読の各段階に対して著者に課金する「無過失」査読モデルを提唱している。PLoSは2009年まで赤字経営であったが、2010年に初めて運用コストを賄えるようになった。それは主にPLOS ONEの成長によるものとされる。

### 影響
幅広い分野をカバーし、それほど選考が厳しくなく、著者支払いモデルで、通常はクリエイティブ・コモンズ・ライセンスで出版するという「PLOS ONE モデル」は、他の雑誌にインスピレーションを与えてきた。そのような雑誌には、たとえばScientific Reports やOpen Biologyがある。

## 評判
2009年9月PLOS ONE  は、学協会出版者協会(Association for Learned and Professional Society Publishers, ALPSP) から出版イノベーション賞を受賞した。受賞理由は、「あらゆる面に対して真にイノベーティブなアプローチを行い、コミュニティに利便性をもたらしかつ長期的な展望を持ちつつ、独創的・革新的な質の高い出版を行った」からであった。2010年1月には、Journal Citation Reportsにおいてインパクトファクターが算出されることとなった。 PLOS ONEの2013年のインパクトファクターは3.534であった。 Scopus Journal Analyzerの"Trend Line"（ある年において、いままでその雑誌に掲載されたすべての論文への総引用数を、その年に掲載された論文数で割った数値）では、PLOS ONEの2009年の値は3.74であった。
2025年に組織的不正が指摘され、米国科学アカデミー紀要にて調査研究が報告された。

## 抄録・索引
PLOS ONEに掲載された論文の情報は、下記のデータベースに収録されている。
- AGRICOLA
- BIOSIS Previews
- Chemical Abstracts
- EMBASE
- Food Science and Technology Abstracts
- GeoRef
- MEDLINE/PubMed
- Science Citation Index
- Scopus
- The Zoological Record